# Bastida (militar)

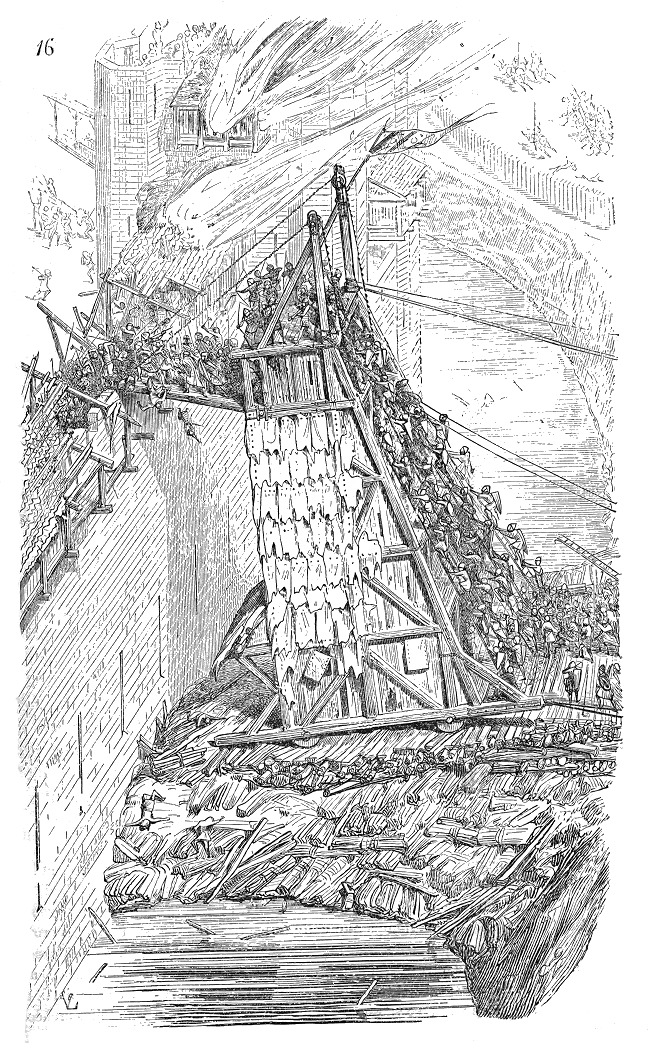
Representación de una bastida, Dictionnaire raisonné de l'architecture française du XIe au XVIe siècle, por Eugène Viollet-Le-Duc, 1856.

La bastida es el nombre de un tipo de maquinaria de guerra empleada durante la antigüedad y la Edad Media, consistente en una torre sobre ruedas que podía emplearse tanto como ingenios defensivos, integrándose en una barrera, u ofensivos aproximándolas a las murallas o barbacanas en caso de asalto a la fortificación. 
Construidas en madera, eran temidas por las fuerzas que debían enfrentarse a ellas debido a la ventaja que tomaban sus sirvientes por su gran altura:

Et este castillo tovo el Rey que le cumplía tanto o más como las bastidas, para si oviese a combatir la cibdat; et era muy sotil, ca podían ir dentro de él, et encima del muchas campañas, et podíanlo levar muy ligeramente. Crónica de don Fernando IV, B.A.E., Tomo LXVI, pág. 359

Et ficieron labrar dos bastidas de madera e figura de torres, et levaronlas sobre ruedas», Crónica.Crónica de don Fernando IV, B.A.E., Tomo LXVI, pág. 357.